# Megaselia setiventris
Megaselia setiventris är en tvåvingeart som beskrevs av Borgmeier 1962. Megaselia setiventris ingår i släktet Megaselia och familjen puckelflugor. Inga underarter finns listade i Catalogue of Life.